# CR Belouizdad
El Chabab Riadhi de Belouizdad (en árabe: الشّباب الرّياضيّ لبلوزداد‎), conocido popularmente como Chabab Belouizdad, CR Belouizdad o por su sigla CRB, que en español significa "Deportivo Juvenil de Belouizdad", es un club de fútbol argelino con sede en Argel, fundado en el 15 de julio de 1962, 10 días después de la independencia del país.
El CRB juega sus partidos como local en el estadio del 20 de agosto de 1955, conocido localmente como «La Cocina». Los colores que identifican al equipo son el blanco y rojo, y han sido utilizados en los colores de su uniforme desde 1962. Sus rivales tradicionales son MC Argel, USM Argel y NA Hussein Dey.
El equipo juega en la Ligue 1 Mobilis, de la que es el club que registra la mayor cantidad de temporadas disputadas en toda la historia de la competición, así como es el club con mayor cantidad de partidos disputados y ganados, puntos logrados y goles convertidos.
Es uno de los clubes de fútbol argelinos más laureados. En el ámbito local, el CRB es poseedor de 10 ligas, 8 copas (récord), 2 supercopas y 1 copa de liga, sumando un total de 21 títulos nacionales. Además, en el ámbito regional, el equipo ha conseguido el récord de tres títulos en la Liga de Campeones del Magreb, siendo el único club magrebí en ganar tres finales consecutivas, entre 1970 y 1972.

## Historia
El club se fundó en el barrio de Belouizdad en 1962, por la fusión de los clubes Club Athlétique de Belcourt y Widad Riadhi de Belcourt (Belcourt es la antigua denominación de Belouizdad).

## Palmarés
- Championnat National de Première Division:  10

1965, 1966, 1969, 1970, 2000, 2001, 2020, 2021, 2022, 2023.
- Copa de Argelia: 9

1966, 1969, 1970, 1978, 1995, 2009, 2017, 2019, 2024.
- Copa de Liga de Argelia: 1

2000.
- Supercopa de Argelia: 2

1995 y 2019
- Copa de Campeones del Magreb: 3

1970, 1971, 1972.

## Participación en competiciones de la CAF
| Temporada | Torneo                            | Ronda            | Club              | Casa  | Visita | Global      |
| --------- | --------------------------------- | ---------------- | ----------------- | ----- | ------ | ----------- |
| 1970      | Copa Africana de Clubes Campeones | 1                | ASC Jeanne d'Arc  | 5-3   | w.o.1  | 5-3         |
| 1979      | Recopa Africana                   | 2                | Al Nasr Benghazi  | 4-2   | 1-0    | 5-2         |
| 1979      | Recopa Africana                   | Cuartos de final | Horoya AC         | 0-3   | 1-3    | 1-6         |
| 1996      | Recopa Africana                   | 1                | Horoya AC         | 5-2   | 0-2    | 5-4         |
| 1996      | Recopa Africana                   | 2                | ASF Douanes       | 2-0   | 0-0    | 2-0         |
| 1996      | Recopa Africana                   | Cuartos de final | Pretoria City FC  | w.o.2 | w.o.2  | w.o.2       |
| 1996      | Recopa Africana                   | Semifinales      | AC Sodigraf       | 1-1   | 0-1    | 1-2         |
| 2001      | Liga de Campeones de la CAF       | 1                | Al-Ahly Trípoli   | 2-0   | 1-1    | 3-1         |
| 2001      | Liga de Campeones de la CAF       | 2                | Al-Merrikh SC     | 3-0   | 0-2    | 3-2         |
| 2001      | Liga de Campeones de la CAF       | Fase de grupos   | ASEC Mimosas      | 1-1   | 0-7    | 4.º lugar   |
| 2001      | Liga de Campeones de la CAF       | Fase de grupos   | Al-Ahly           | 0-1   | 0-1    | 4.º lugar   |
| 2001      | Liga de Campeones de la CAF       | Fase de grupos   | Petro Atlético    | 0-1   | 1-2    | 4.º lugar   |
| 2002      | Liga de Campeones de la CAF       | 1                | ASC Jeanne d'Arc  | 1-1   | 0-1    | 1-2         |
| 2004      | Copa Confederación de la CAF      | 1                | Etoile de Guinee  | 2-1   | 0-1    | 2-2 (a)     |
| 2010      | Copa Confederación de la CAF      | Preliminar       | Al-Tersanah       | 2-1   | 1-1    | 3-2         |
| 2010      | Copa Confederación de la CAF      | 1                | FAR Rabat         | 1-0   | 1-1    | 2-1         |
| 2010      | Copa Confederación de la CAF      | 2                | Amal Atbara       | 2-0   | 0-1    | 2-1         |
| 2010      | Copa Confederación de la CAF      | 3                | Djoliba AC        | 1-1   | 0-0    | 1-1 (a)     |
| 2018      | Copa Confederación de la CAF      | Preliminar       | Onze Créateurs    | 2-0   | 1-1    | 3-1         |
| 2018      | Copa Confederación de la CAF      | 1                | Nkana FC          | 3-0   | 0-1    | 0-1         |
| 2018      | Copa Confederación de la CAF      | 2                | ASEC Mimosas      | 0-0   | 0-1    | 0-1         |
| 2019/20   | Copa Confederación de la CAF      | Preliminar       | AS CotonTchad     | 2-0   | 2-0    | 4-0         |
| 2019/20   | Copa Confederación de la CAF      | 1                | Pyramids FC       | 0-1   | 1-1    | 1-2         |
| 2020/21   | CAF Champions League              | Preliminar       | Al Nasr Benghazi  | 2-0   | 2-0    | 4-0         |
| 2020/21   | CAF Champions League              | 1                | Gor Mahia         | 6-0   | 2-1    | 8-1         |
| 2020/21   | CAF Champions League              | Fase de grupos   | TP Mazembe        | 2-0   | 0-0    | 2.º lugar   |
| 2020/21   | CAF Champions League              | Fase de grupos   | Mamelodi Sundowns | 1-5   | 2-0    | 2.º lugar   |
| 2020/21   | CAF Champions League              | Fase de grupos   | Al-Hilal Club     | 1-1   | 0-0    | 2.º lugar   |
| 2020/21   | CAF Champions League              | Cuartos de final | ES Tunis          | 2-0   | 0-2    | 2-2 (2-3 p) |
| 2021/22   | Liga de Campeones de la CAF       | 2                | ASEC Mimosas      | 2-0   | 1-3    | 3-3 (a)     |
| 2021/22   | Liga de Campeones de la CAF       | Fase de grupos   | Espérance ST      | 1-1   | 1-2    | 2.º lugar   |
| 2021/22   | Liga de Campeones de la CAF       | Fase de grupos   | ES Sahel          | 2-0   | 0-0    | 2.º lugar   |
| 2021/22   | Liga de Campeones de la CAF       | Fase de grupos   | Jwaneng Galaxy    | 3-2   | 2-1    | 2.º lugar   |
| 2021/22   | Liga de Campeones de la CAF       | Cuartos de final | Wydad Casablanca  | 0-1   | 0-0    | 0-1         |

1- CR Belouizdad abandonó el torneo.

2- Pretoria City FC abandonó el torneo.

## Ex Entrenadores
- Dusan Uhrin (1977-1978)
- Mustapha Biskri
- Mohamed Hankouche
- Abdelkader Yaïche
- Abdelhak Benchikha (1998–00)
- Abdelhak Benchikha (2004-2005)
- Azzedine Ait Djoudi (2005–2006)
- Mohamed Hankouche (2009-2010)
- Miguel Ángel Gamondi (2010–11)
- Gianni Solinas (2011)
- Djamel Menad (2011–2012)
- Guglielmo Arena (2012)
- Fouad Bouali (2012-2013)
- Miguel Ángel Gamondi (2013–14)
- Abdelkader Yaïche (2014)
- Mohamed Hankouche (2014)
- Alain Michel (2014-2016)
- Fouad Bouali (julio de 2016 – agosto de 2016)
- Alain Michel (septiembre de 2016 – octubre de 2016)
- Ezzaki Badou (noviembre de 2016 – julio de 2017)
- Ivica Todorov (julio 2017 – diciembre de 2017)
- Rachid Taoussi (diciembre de 2017 –mayo de 2018)
- Tahar Chérif El-Ouazzani (julio de 2018 –octubre de 2018)
- Lotfi Amrouche (interino) (octubre de 2018 –diciembre de 2018)
- Abdelkader Amrani (diciembre de 2018 –diciembre de 2019)
- Franck Dumas (enero de 2020 – marzo de 2021)
- Zoran Manojlović (abril de 2021 – agosto de 2021)
- Franck Dumas (septiembre de 2021 –diciembre de 2021)
- Marcos Paquetá (diciembre de 2021-)

## Jugadores

### Jugadores destacados
- Nassim Bounekdja
- Samir Hadjaoui
- Abdelkader Laïfaoui
- Hacène Lalmas
- Kheïreddine Madoui
- Djamel Menad
- Mohamed Talis
- Hocine Yahi
- Islam Slimani
- Hocine Yahi
- Fayçal Badji